# Charles C. Steidel
Charles C. Steidel (ur. 14 października 1962 w Ithace w stanie Nowy Jork) – amerykański astronom, profesor astronomii w California Institute of Technology. W 2000 roku jako pierwszy zaobserwował obiekt, nazywany Bańką Lyman-alfa.

## Życiorys
Ukończył studia na Uniwersytecie Princeton na wydziale astrofizyki, a w 1990 roku uzyskał tytuł doktora astronomii na California Institute of Technology.
7 listopada 1987 ożenił się z Sarah Nichols Hoyt.

## Nagrody i wyróżnienia
- 1997 – Helen B. Warner Prize for Astronomy[3]
- 2002–2007 – MacArthur Fellowship[3]
- 2006 – został członkiem National Academy of Sciences[3]
- 2010 – Nagroda w dziedzinie Kosmologii przyznana przez Fundację Gruberów (za wkład w badania najbardziej odległych galaktyk we Wszechświecie)

## Prace
- „The Structure and Kinematics of the Circum-Galactic Medium from Far-UV Spectra of z~2-3 Galaxies”, Cosmology and Extragalactic Astrophysics, Autorzy: C. C. Steidel, D. K. Erb, A. E. Shapley, M. Pettini, N. A. Reddy, M. Bogosavljević, G. C. Rudie, O. Rakic